# Гейстуны (Ошмянский район)
Гейстуны (бел. Гейсту́ны) — деревня в Ошмянском районе Гродненской области Белоруссии. Входит в состав Борунского сельсовета.

## География
Ближайшие населённые пункты Каетеняты, Петровичи и др.

## История

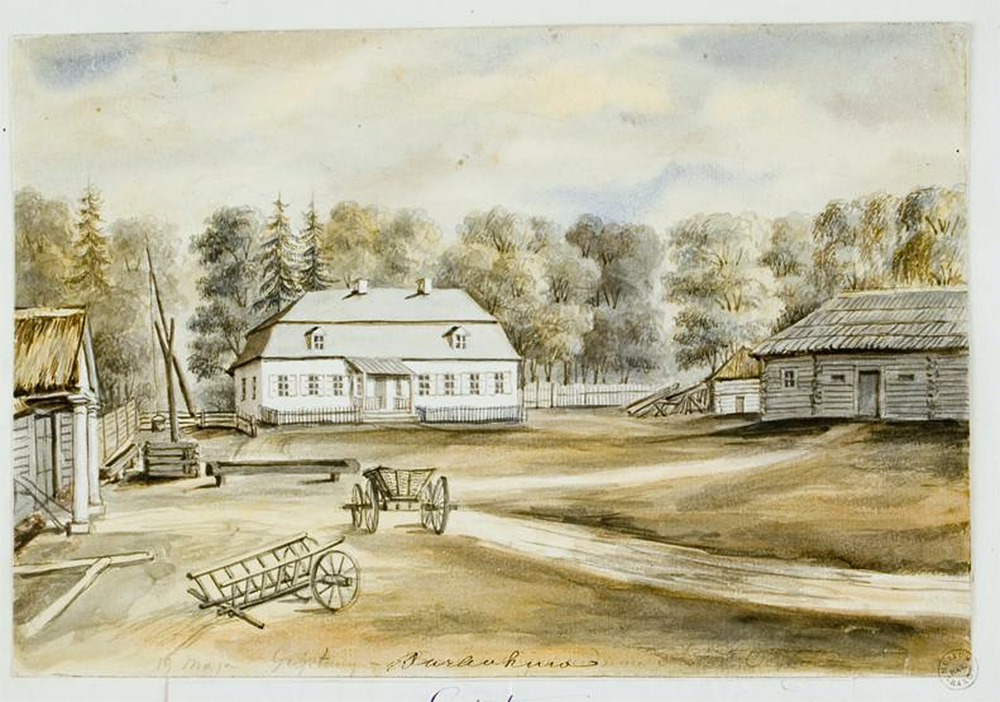
«Собственность поэта А. Э. Одынца. Здесь он родился в 1804 г.», рисунок Н. Орды

В 1905 году в Ошмянском уезде Гольшанской волости Виленской губернии.
До 17 января 1969 года деревня входила в состав Куцевичского сельсовета.

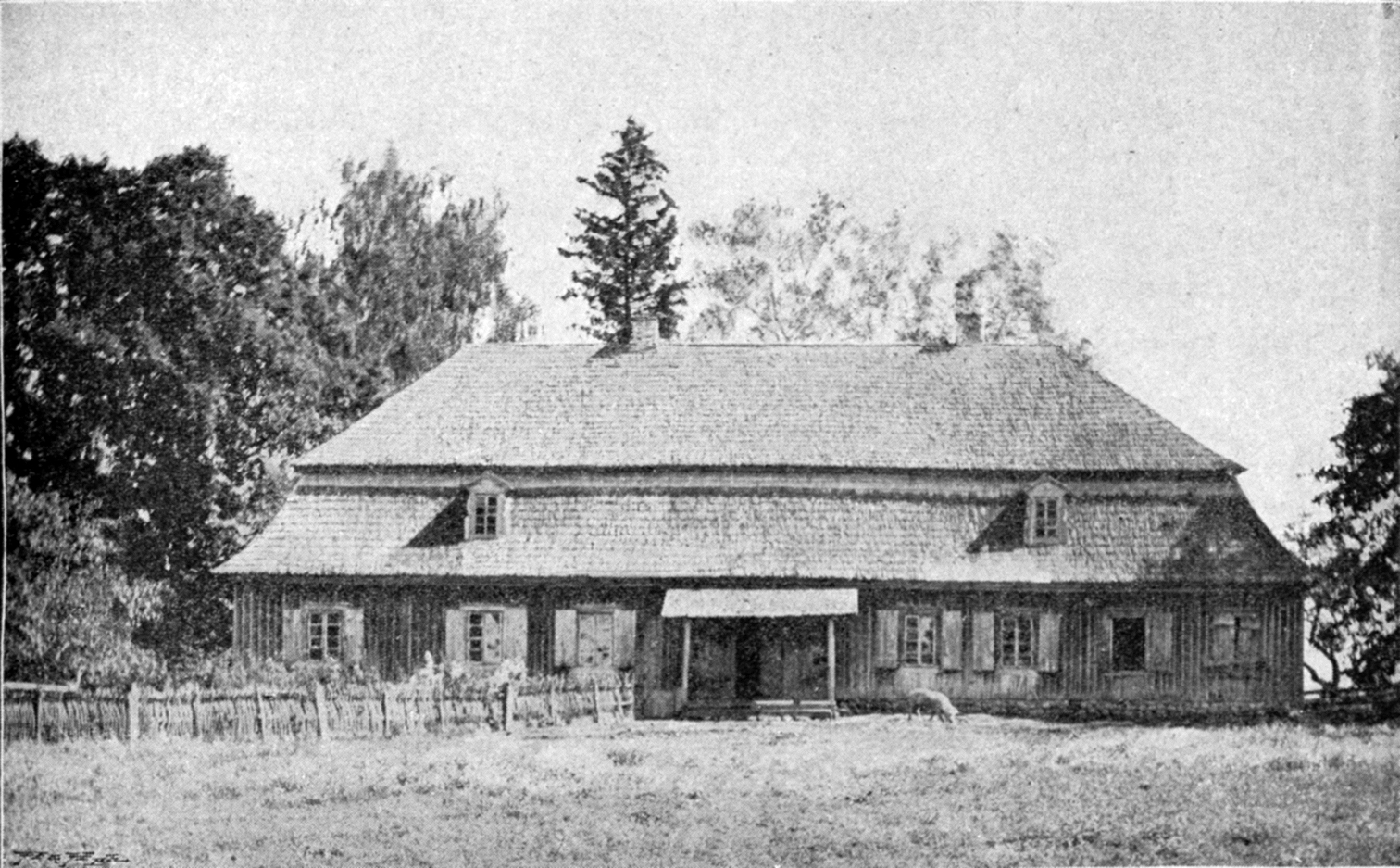
Усадьба Одинцов в 1896 г.

## Население

### Численность
- 2019 год — 38 человек

### Динамика
- 1999 год — 143 человек (перепись населения)
- 2009 год — 78 человек (перепись населения)[2]
- 2019 год — 38 человек (перепись населения)

## Достопримечательность
- Фамильные захоронения Одинцов

### Утраченное наследие
- Усадьба Одинцов (XIX в.)

## Известные лица
- Одынец, Антоний Эдвард —  польский поэт, переводчик, мемуарист, издатель.